# Johnny Jackson
Johnny „J“ Jackson (* 28. August 1969 in Ciudad Juárez, Mexiko; † 3. Oktober 2008 in Los Angeles, Kalifornien) war ein mexikanisch-amerikanischer Hip-Hop-Produzent. Am bekanntesten sind seine Produktionen für den ebenfalls bereits verstorbenen Rapper Tupac „2Pac“ Amaru Shakur.

## Leben
1990 produzierte Johnny Jackson die Single Knockin’ Bouts für Candymans Album Ain’t No Shame in My Game. Sowohl die Single als auch das dazugehörige Album erreichte Platin und wurde von der RIAA ausgezeichnet.
Von da an arbeitete Johnny Jackson mit 2Pac zusammen. Die erste Veröffentlichung wurde das Lied Pour Out a Little Liquor für den Above the Rim-Soundtrack. Ein weiteres Lied landete auf dem 2Pac-Album Me Against the World. Nachdem 2Pac wegen sexueller Belästigung 1995 inhaftiert wurde, nutzte Johnny J die Zeit um sein eigenes Rap-Album I Gotta Be Me aufzunehmen. Sowohl das Album, als auch die Singles konnten keine Chartplatzierung erlangen.
Zusammen mit 2Pac plante Johnny Jackson eine eigene Plattenfirma mit dem Namen „NonStop productions“. Allerdings war mit dem Tod „2Pacs“ 1996 auch das Ende seiner erfolgreichen Karriere gekommen, da er außerhalb der für Death Row/2Pac entstandenen Songs noch immer sehr unbekannt war. Dennoch wirkte er an posthumen 2Pac Alben wie Until the End of Time, R U still down? oder Better Dayz mit und wurde dafür auch mit Mehrfach-Platin ausgezeichnet.
Johnny „J“ beging am 3. Oktober 2008 in dem Gefängnis Twin Towers Correctional Facility in Los Angeles mutmaßlich Selbstmord.

## Diskografie (Auswahl)

### Als Rapper
- I Gotta Be Me (1995)

### Als Produzent
- Celeberty & Star: Move That Body (Single, 1988)
- Diverse auf Candyman: Ain’t No Shame in My Game (1990)
- Diverse auf Candyman: Playtime Is Over (1991)
- Diverse auf Candymam: I Thought U Knew (1993)
- Biggy Smallz: Cruisin’ (Single, 1993)
- Biggy Smallz: Nobody Rides for Free (Single, 1993)
- Mel-Low: Return of the Player (Single, 1994)
- Thug Life: Pour Out a Little Liquor (Single, 1994)
- Death Around the Corner auf 2Pac: Me Against the World (1995)
- Diverse auf 2Pac: All Eyez on Me (1996)
- Big Syke: Be Yo’ Self (1996)
- Ready 4 Whatever und Fake Ass Bitches auf 2Pac: R U Still Down? (Remember Me) (1997)
- Rap Hangover und You auf Craig Mack: Operation: Get Down (1997)
- Are You Still Down? auf Jon B.: Cool Relax (1997)
- Diverse auf Bizzy Bone: Heaven'z Movie (1998)
- Diverse auf 2Pac & The Outlawz: Still I Rise (1999)
- Diverse auf 2Pac: Until the End of Time (2001)
- Diverse auf Big Syke: Big Syke Daddy (2001)
- Diverse auf 2Pac: Better Dayz (2002)
- Diverse auf 2Pac: 2Pac Live (2004)
- Picture Me Rollin’ und Chamillionaire Speaks auf Chamillionaire: Mixtape Messiah 2 (2006)